# Шатофор (Горњопровансалски Алпи)
Шатофор (фр. Châteaufort (Alpes-de-Haute-Provence)) је насељено место у Француској у региону Прованса-Алпи-Азурна обала, у департману Горњопровансалски Алпи.
По подацима из 2011. године у општини је живело 23 становника, а густина насељености је износила 1,68 становника/km².

## Демографија
| 1962. | 1968. | 1975. | 1982. | 1990. | 2011. |
| ----- | ----- | ----- | ----- | ----- | ----- |
| 42    | 29    | 26    | 25    | 30    | 23    |